# Twarzyzm
Twarzyzm (ang. face-ism) – zjawisko polegające na eksponowaniu w środkach masowego przekazu głównie sylwetek całego ciała w przypadku kobiet i jedynie zbliżeń twarzy w przypadku mężczyzn.

## Badania nad twarzyzmem
Badani, którym przedstawiano jedynie zbliżenia twarzy, ocenili osoby znajdujące się na nich jako bardziej inteligentne. Przedstawianie całej sylwetki obniża ocenę inteligencji znajdującej się na zdjęciu postaci.
Zjawisko to może wzmacniać stereotypy płci i w konsekwencji dyskryminację ze względu na płeć (seksizm).